# 哈答孫
哈答孙（1247年—1311年），元朝官员，本关中人，其父剌真，跟随蒙哥至和林，定居在漠北。
哈答孙十五岁侍奉忽必烈于潜邸，以谨慎著称。中统初年，掌管尚食局，很久后，改为生料库提点。至元二十四年（1287年），参与讨伐乃颜，有功，加武略将军。跟随忽必烈至杭海，当年饥荒，哈答孙请忽必烈赈济，不足则以自己的私财。大德元年（1297年），擢升为怀远大将军、淮东淮西屯田捕打总管。元武宗即位，拜淮东淮西道宣慰使。至大四年（1311年），四明有反元起事，赐三珠虎符，授中书右丞、浙东道宣慰使，兼都元帅，前去讨伐，哈答孙驱敌入海，安抚流亡。不久换上瘴疠而亡，年六十五岁。延祐初年，赠推忠效义佐理功臣、太傅、开府仪同三司、上柱国，追封秦国公，谥昭宣。其子塔海。